# Jesper Merbom Adolfsson
Jesper Thomas Valter Merbom Adolfsson, född 15 januari 1999, är en svensk fotbollsspelare som spelar för Gefle IF.

## Karriär
Merbom Adolfsson är uppvuxen i Växjö och började spela fotboll i Lessebo GoIF. Han spelade därefter för Kalmar FF och sedan AIK:s akademi.
Inför säsongen 2019 gick Merbom Adolfsson till Motala AIF. Han spelade 26 matcher och gjorde ett mål i Division 2 och hjälpte klubben till uppflyttning. Merbom Adolfsson blev vid slutet av säsongen även utsedd till den bästa försvararen i Division 2 Södra Svealand. Säsongen 2020 spelade han 29 matcher och gjorde tre mål i Ettan Södra, men Motala blev dock åter nedflyttade till Division 2.
Den 17 mars 2021 värvades Merbom Adolfsson av Västerås SK. Merbom Adolfsson debuterade tre dagar senare i en 3–0-förlust mot BK Häcken i Svenska cupen, där han blev inbytt på övertid mot Albin Sporrong. Merbom Adolfsson gjorde sin Superettan-debut den 26 april 2021 i en 2–1-vinst över Vasalunds IF, där han blev inbytt i den 10:e minuten mot Pedro Ribeiro.
I juli 2022 värvades Merbom Adolfsson av Mjällby AIF, där han skrev på ett kontrakt över säsongen 2023. Efter säsongen 2023 lämnade Adolfsson Mjällby. I mars 2024 skrev han på ett treårskontrakt med Gefle IF.